# Antonio Gabriele Severoli

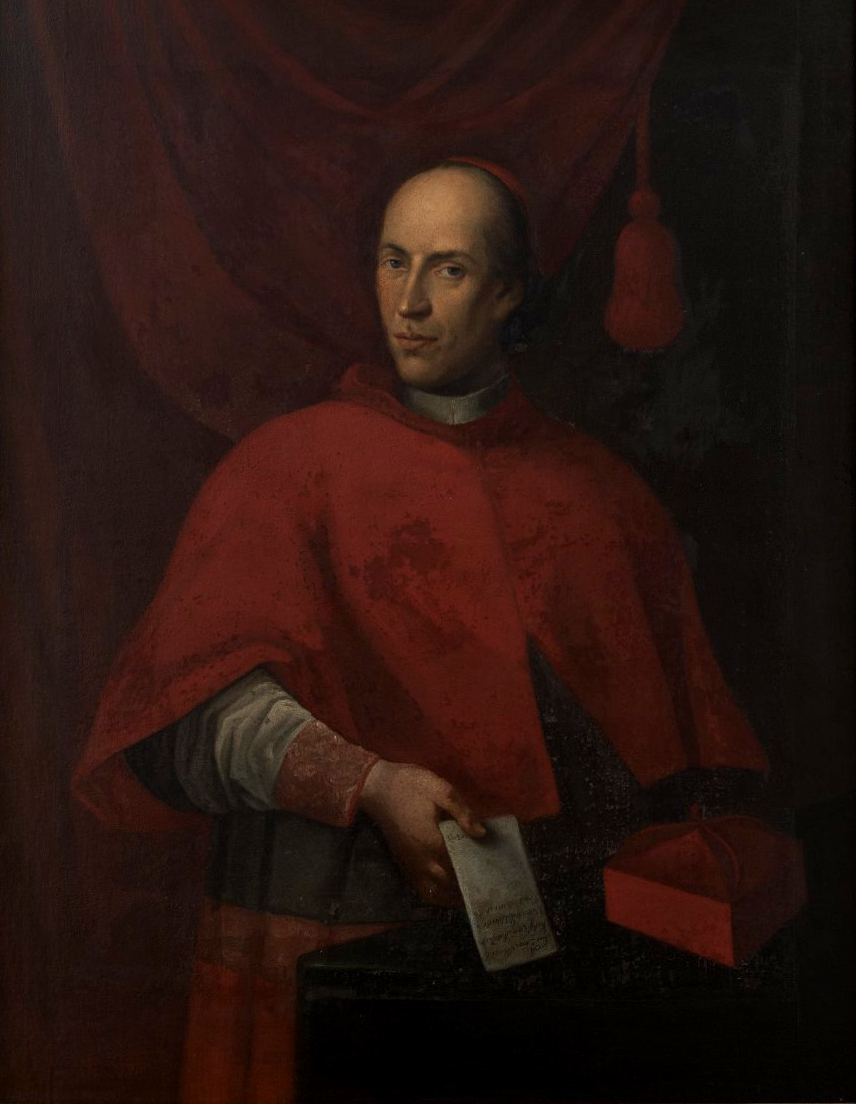
Antonio Gabriele Severoli

Antonio Gabriele Severoli (Faenza, 28 februari 1757 - Rome, 8 september 1824) was een Italiaans geestelijke en kardinaal van de Rooms-Katholieke Kerk.
Severoli ging school bij de Jezuïeten in Ravenna en studeerde vervolgens aan de universiteit van Modena. In 1776 vertrok hij naar Rome, om er te studeren aan de Pauselijke Ecclesiastische Academie, de diplomatenopleiding van de Heilige Stoel. Hij maakte kennelijk meteen grote indruk, want in zijn eerste Romeinse studiejaar werd hij benoemd - drie jaar voor zijn priesterwijding - tot Huisprelaat van paus Pius VI. In 1779 werd hij in Faenza priester gewijd. Hij werd vervolgens aartsdiaken van het kathedraal kapittel van de dom van Faenza en pro-vicaris generaal van het bisdom Faenza. Onderwijl bereidde hij een proefschrift voor, waarop hij in 1787 aan de universiteit van Cesena promoveerde in de beide rechten.
In datzelfde jaar benoemde Pius VI hem tot bisschop van Fano. Hier zou hij blijven tot 1801. In dat jaar benoemde paus Pius VII hem tot titulair aartsbisschop van Petra in Palestina en tot apostolisch nuntius in Oostenrijk. Hier bouwde hij een stevige relatie op met Metternich, maar hij verzette zich tegen de ambities van keizer Frans I om de greep op Italië te versterken. Hij werd in 1809 benoemd tot bisschop van Viterbo, maar mocht - pro hac vice - de titel van aartsbisschop behouden. En hij bleef, hoewel hij een bisdom te besturen had, nog enige tijd als nuntius in Wenen.
Tijdens het consistorie van 8 maart 1816 creëerde Pius VII hem kardinaal. De Santa Maria della Pace werd zijn titelkerk. Tijdens het conclaaf van 1823 gold hij als de voornaamste kandidaat. Keizer Frans I maakte evenwel gebruik van het Ius Exclusivae om te voorkomen dat Severoli tot paus gekozen zou worden. In plaats daarvan werd Annibale della Genga gekozen als paus Leo XII.
Hij overleed een jaar later en werd bijgezet in de Santa Maria sopra Minerva.